# Mneme (měsíc)
Mneme (nee'-mee, IPA: /niː mi/; řecky Μνήμη) nebo také Jupiter XL, je retrográdní nepravidelný přirozený satelit Jupiteru. Byl objeven v roce 2003 skupinou astronomů z Havajské univerzity vedených Scottem S. Sheppardem a dostal prozatímní označení S/2003 J 21 až do března 2005, kdy byl definitivně pojmenován.

## Fyzika a skupina
Mneme má v průměru asi ~2 km, jeho průměrná vzdálenost od Jupitera činí 21 427 000 km, přičemž jej obletí každých 640 769 dnů, s inklinací 149 ° k ekliptice (148 ° k Jupiterovu rovníku) a excentricitou 0,2214. Mneme náleží do Jupiterovy rodiny satelitů, nazývaných Rodina Ananke.